# Volta a Catalunya 1973
La Volta Ciclista a Catalunya 1973, cinquantatreesima edizione della corsa, si svolse in sette tappe, la terza e la quarta suddivise in 2 semitappe, precedute da un prologo, dal 12 al 19 settembre 1973, per un percorso totale di 1215,9 km, con partenza da Amposta e arrivo a Lleida. La vittoria fu appannaggio dello spagnolo Domingo Perurena, che completò il percorso in 35h10'12", precedendo i connazionali Jesús Manzaneque e Antonio Martos. 
I corridori che partirono da Amposta furono 64, mentre coloro che tagliarono il traguardo di Lleida furono 40.

## Tappe
| Tappa  | Data         | Percorso                                               | km     | Vincitore di tappa  | Leader cl. generale |
| ------ | ------------ | ------------------------------------------------------ | ------ | ------------------- | ------------------- |
| Pr.    | 12 settembre | Amposta > Amposta (cron. individuale)                  | 4,7    | Jesús Manzaneque    | Jesús Manzaneque    |
| 1ª     | 13 settembre | Amposta > Tarragona                                    | 163,7  | Domingo Perurena    | Domingo Perurena    |
| 2ª     | 14 settembre | Tarragona > Manresa                                    | 159,7  | Antonio Martos      | Domingo Perurena    |
| 3ª-1   | 15 settembre | Manresa > Badalona                                     | 88,7   | Agustín Tamames     | Domingo Perurena    |
| 3ª-2   | 15 settembre | Circuito del Montjuïc (Barcellona) (cron. individuale) | 11,4   | Luis Ocaña          | Luis Ocaña          |
| 4ª-1   | 16 settembre | Badalona > Sant'Antonio di Calonge                     | 128,1  | Antonio Menéndez    | Luis Ocaña          |
| 4ª-2   | 16 settembre | Calonge > Sant Joan de les Abadesses                   | 131,4  | Wladimiro Panizza   | Luis Ocaña          |
| 5ª     | 17 settembre | Sant Joan de les Abadesses > Andorra la Vella (AND)    | 145,2  | Domingo Perurena    | Antonio Martos      |
| 6ª     | 18 settembre | Organyà > Vielha e Mijaran                             | 189,4  | Jesús Manzaneque    | Domingo Perurena    |
| 7ª     | 19 settembre | Vielha e Mijaran > Lleida                              | 193,6  | Herman Van Springel | Domingo Perurena    |
| Totale | Totale       | Totale                                                 | 1215,9 |                     |                     |

## Squadre e corridori partecipanti
| N.    | Cod. | Squadra        |
| ----- | ---- | -------------- |
| 1-8   | ---  | Bic            |
| 11-18 | ---  | KAS-Campagnolo |
| 21-28 | ---  | Monteverde     |
| 31-38 | ---  | Jollj Ceramica |

| N.    | Cod. | Squadra                   |
| ----- | ---- | ------------------------- |
| 41-48 | ---  | Rokado                    |
| 51-58 | ---  | La Casera-Peña Bahamontes |
| 61-68 | ---  | Watney-Maes               |
| 71-79 | ---  | G.B.C.-Itla-TV Color      |

## Dettagli delle tappe

### Prologo
- 12 settembre: Amposta – Cronometro individuale – 4,7 km[1]

Risultati
| Pos. | Corridore        | Squadra   | Tempo |
| ---- | ---------------- | --------- | ----- |
| 1    | Jesús Manzaneque | La Casera | 6'09" |
| 2    | Luis Ocaña       | Bic       | a 3"  |
| 3    | José Pesarrodona | Bic       | s.t.  |

| Pos. | Corridore        | Squadra   | Tempo |
| ---- | ---------------- | --------- | ----- |
| 1    | Jesús Manzaneque | La Casera | 6'09" |
| 2    | Luis Ocaña       | Bic       | a 3"  |
| 3    | José Pesarrodona | Bic       | s.t.  |

### 1ª tappa
- 13 settembre: Amposta > Tarragona – 163,7 km[2]

Risultati
| Pos. | Corridore        | Squadra  | Tempo    |
| ---- | ---------------- | -------- | -------- |
| 1    | Domingo Perurena | KAS      | 4h27'59" |
| 2    | Pierino Gavazzi  | Jollj C. | s.t.     |
| 3    | Frans Verbeeck   | Watney   | s.t.     |

| Pos. | Corridore        | Squadra   | Tempo    |
| ---- | ---------------- | --------- | -------- |
| 1    | Domingo Perurena | KAS       | 4h33'57" |
| 2    | Jesús Manzaneque | La Casera | a 12"    |
| 3    | Luis Ocaña       | Bic       | a 15"    |

### 2ª tappa
- 14 settembre: Tarragona > Manresa – 159,7 km[3]

Risultati
| Pos. | Corridore        | Squadra | Tempo    |
| ---- | ---------------- | ------- | -------- |
| 1    | Antonio Martos   | KAS     | 4h39'04" |
| 2    | Domingo Perurena | KAS     | a 21"    |
| 3    | Frans Verbeeck   | Watney  | s.t.     |

| Pos. | Corridore        | Squadra   | Tempo    |
| ---- | ---------------- | --------- | -------- |
| 1    | Domingo Perurena | KAS       | 9h13'07" |
| 2    | Antonio Martos   | KAS       | a 11"    |
| 3    | Jesús Manzaneque | La Casera | a 27"    |

### 3ª tappa, 1ª semitappa
- 15 settembre: Manresa > Barcellona – 88,7 km[4]

Risultati
| Pos. | Corridore       | Squadra   | Tempo    |
| ---- | --------------- | --------- | -------- |
| 1    | Agustín Tamames | La Casera | 2h32'38" |
| 2    | Wilmo Francioni | G.B.C.    | s.t.     |
| 3    | Pierino Gavazzi | Jollj C.  | s.t.     |

### 3ª tappa, 2ª semitappa
- 15 settembre: Circuito del Montjuïc (Barcellona) – 11,4 km[4]

Risultati
| Pos. | Corridore         | Squadra | Tempo  |
| ---- | ----------------- | ------- | ------ |
| 1    | Luis Ocaña        | Bic     | 15'39" |
| 2    | Joaquim Agostinho | Bic     | a 22"  |
| 3    | Antonio Martos    | KAS     | a 24"  |

| Pos. | Corridore        | Squadra | Tempo     |
| ---- | ---------------- | ------- | --------- |
| 1    | Luis Ocaña       | Bic     | 12h01'44" |
| 2    | Antonio Martos   | KAS     | a 13"     |
| 3    | Domingo Perurena | KAS     | a 29"     |

### 4ª tappa, 1ª semitappa
- 16 settembre: Badalona > Sant'Antonio di Calonge – 128,1 km[5]

Risultati
| Pos. | Corridore         | Squadra  | Tempo    |
| ---- | ----------------- | -------- | -------- |
| 1    | Antonio Menéndez  | KAS      | 3h43'57" |
| 2    | Joaquim Agostinho | Bic      | a 1"     |
| 3    | Pierino Gavazzi   | Jollj C. | a 3'03"  |

### 4ª tappa, 2ª semitappa
- 16 settembre: Calonge > Sant Joan de les Abadesses – 131,4 km[5]

Risultati
| Pos. | Corridore           | Squadra | Tempo    |
| ---- | ------------------- | ------- | -------- |
| 1    | Wladimiro Panizza   | G.B.C.  | 4h05'03" |
| 2    | Herman Van Springel | Rokado  | a 21"    |
| 3    | Antonio Martos      | KAS     | s.t.     |

| Pos. | Corridore        | Squadra | Tempo     |
| ---- | ---------------- | ------- | --------- |
| 1    | Luis Ocaña       | Bic     | 19h58'11" |
| 2    | Antonio Martos   | KAS     | a 7"      |
| 3    | Domingo Perurena | KAS     | a 29"     |

### 5ª tappa
- 17 settembre: Sant Joan de les Abadesses > Andorra la Vella (AND) – 145,2 km[6]

Risultati
| Pos. | Corridore           | Squadra   | Tempo    |
| ---- | ------------------- | --------- | -------- |
| 1    | Domingo Perurena    | KAS       | 4h00'05" |
| 2    | Agustín Tamames     | La Casera | s.t.     |
| 3    | Herman Van Springel | Rokado    | s.t.     |

| Pos. | Corridore        | Squadra | Tempo     |
| ---- | ---------------- | ------- | --------- |
| 1    | Antonio Martos   | KAS     | 23h58'23" |
| 2    | Domingo Perurena | KAS     | a 2"      |
| 3    | Luis Ocaña       | Bic     | a 15"     |

### 6ª tappa
- 18 settembre: Organyà > Vielha e Mijaran – 189,4 km[7]

Risultati
| Pos. | Corridore        | Squadra   | Tempo    |
| ---- | ---------------- | --------- | -------- |
| 1    | Jesús Manzaneque | La Casera | 5h50'34" |
| 2    | Domingo Perurena | KAS       | a 9"     |
| 3    | Luis Ocaña       | Bic       | s.t.     |

| Pos. | Corridore        | Squadra   | Tempo     |
| ---- | ---------------- | --------- | --------- |
| 1    | Domingo Perurena | KAS       | 29h48'58" |
| 2    | Jesús Manzaneque | La Casera | a 4       |
| 3    | Antonio Martos   | KAS       | a 8"      |

### 7ª tappa
- 19 settembre: Vielha e Mijaran > Lleida – 193,6 km[8]

Risultati
| Pos. | Corridore           | Squadra    | Tempo    |
| ---- | ------------------- | ---------- | -------- |
| 1    | Herman Van Springel | Rokado     | 5h21'05" |
| 2    | Juan M. Santisteban | Monteverde | a 1"     |
| 3    | Pierino Gavazzi     | Jollj C.   | a 11"    |

| Pos. | Corridore        | Squadra   | Tempo     |
| ---- | ---------------- | --------- | --------- |
| 1    | Domingo Perurena | KAS       | 29h48'58" |
| 2    | Jesús Manzaneque | La Casera | a 6"      |
| 3    | Antonio Martos   | KAS       | a 10"     |

## Classifiche finali

### Classifica generale
| Pos. | Corridore           | Squadra        | Tempo     |
| ---- | ------------------- | -------------- | --------- |
| 1    | Domingo Perurena    | KAS-Campagnolo | 35h10'12" |
| 2    | Jesús Manzaneque    | La Casera      | a 6"      |
| 3    | Antonio Martos      | KAS-Campagnolo | a 10"     |
| 4    | Luis Ocaña          | Bic            | a 19"     |
| 5    | Wladimiro Panizza   | G.B.C.-Itla    | a 44"     |
| 6    | José Antonio Pontón | Monteverde     | a 1'18"   |
| 7    | Miguel María Lasa   | KAS-Campagnolo | a 1'19"   |
| 8    | José Pesarrodona    | KAS-Campagnolo | a 1'31"   |
| 9    | Agustín Tamames     | La Casera      | a 1'58"   |
| 10   | Hennie Kuiper       | Rokado         | a 2'05"   |

### Classifica a punti
| Pos. | Corridore         | Squadra        | Punti |
| ---- | ----------------- | -------------- | ----- |
| 1    | Domingo Perurena  | KAS-Campagnolo | 42    |
| 2    | Antonio Martos    | KAS-Campagnolo | 41    |
| 3    | Wladimiro Panizza | G.B.C.-Itla    | 34    |

### Classifica scalatori
| Pos. | Corridore           | Squadra     | Punti |
| ---- | ------------------- | ----------- | ----- |
| 1    | Luis Ocaña          | Bic         | 48    |
| 2    | José Luis Abilleira | La Casera   | 48    |
| 3    | Wladimiro Panizza   | G.B.C.-Itla | 28    |

### Classifica sprint
| Pos. | Corridore         | Squadra    | Punti |
| ---- | ----------------- | ---------- | ----- |
| 1    | José Casas García | Monteverde | 38    |
| 2    | Juan Zurano       | La Casera  | 16    |
| 3    | José Gómez Lucas  | La Casera  | 7     |

### Classifica squadre
| Pos. | Squadra                   | Tempo      |
| ---- | ------------------------- | ---------- |
| 1    | KAS-Campagnolo            | 140h16'34" |
| 2    | La Casera-Peña Bahamontes | a 6'25"    |
| 3    | Monteverde                | a 14'41"   |